# نبرد ماراتون (فیلم)
نبرد ماراتون (به ایتالیایی: La battaglia di Maratona) یک فیلم شمشیر و صندل ایتالیایی-فرانسوی محصول سال ۱۹۵۹ که بر اساس واقیعه نبرد ماراتون به کارگردانی ژاک تورنر و ماریو باوا با بازی استیو ریوز درنقش فیدیپیدس است.

## باکس آفیس
این فیلم در باکس آفیس بسیار موفق بود طبق رکوردهای MGM، فیلم در ایالات متحده و کانادا ۱٫۳۳۵٫۰۰۰ دلار و در جاهای دیگر ۱٫۴ میلیون دلار به دست آورد که منجر به سود ۴۲۹٫۰۰۰ دلار شد.